# Georges Henri Marie Nicolas André
Pour les articles homonymes, voir André.
Georges Henri Marie Nicolas André, né le  15 février 1865 à Marseille (Bouches-du-Rhône) et mort pour la France le 27 avril 1915 au large de Santa Maria di Leuca (Italie), est un officier de marine français.

## Biographie
Entré à l'école navale en 1881 sur le vaisseau Borda, Georges Henri Marie Nicolas André, devient aspirant de la Marine en 1883, et sur la frégate Iphigénie il fait la campagne de Madagascar et passe  en 1885 sur le croiseur Naïade (en), dans l'océan Indien et rejoint le port de Brest au début de 1886. 
Devenu enseigne de vaisseau en octobre 1886, il fait partie du bataillon d'apprentis fusiliers à Lorient avant de rejoindre l'aviso Cuvier à Brest.
Devenu lieutenant de vaisseau en 1891, il embarque sur le cuirassé d'escadre Hoche avant de rejoindre en 1892, le cuirassé garde-côtes Furieux, en 1893 le cuirassé Formidable et en 1895-1896 le ponton stationnaire L'Héroïne au Sénégal et le vaisseau-école Algésiras.
Devenu officier breveté torpilleur, il passe en 1899, sur le cuirassé garde-côtes Caïman, puis en 1900, sur les cuirassés Masséna, Formidable et Charles-Martel  avant de rejoindre le port de Toulon en 1901.
Passé commandant du contre-torpilleur Pique en 1903, il devient officier breveté de l'École Supérieure de la Marine, promotion 1904 et devient début 1906 officier d'ordonnance à l'Etat-major particulier du Ministre de la Marine et est nommé capitaine de frégate en août de la même année.
Revenu à Toulon, il est affecté tour à tour sur le croiseur cuirassé Jules Ferry en 1907, le croiseur de 1re classe Cosmao en 1909, le croiseur de 3e classe Forbin en 1910.
Revenu au port de Toulon en 1911, il est nommé sous-directeur des mouvements du port.
Devenu capitaine de vaisseau en janvier 1913, il est nommé, en mai de la même année, commandant du croiseur cuirassé Léon-Gambetta porte-pavillon du contre-amiral Victor Sénès.
Alors qu'il assurait le blocus de la mer Adriatique contre l'Autriche-Hongrie, le Léon Gambetta est torpillé, le 27 avril 1915, par le sous-marin autrichien U5 à 5 miles des côtes italiennes, faisant 684 victimes dont l'amiral Sénès et Georges Henri Marie Nicolas André.

## Distinctions
- 29 décembre 1896 : chevalier de la Légion d'honneur
- 11 juillet 1914 : officier de la Légion d'honneur

Il était également :
- commandeur de l'ordre du Médjidié (Empire Ottoman)
- commandeur de l'Ordre de Saint-Stanislas (Russie impériale)
- officier de l'Ordre du Nicham Iftikar (Tunisie)
- officier de l'Ordre du Sauveur (Grèce)
- Ordre du Mérite militaire (Bulgarie)
- chevalier de l'ordre de Charles III d'Espagne
- chevalier de l'Ordre du Mérite naval (Espagne)
- chevalier de l'ordre de Léopold de Bulgarie
- officier d'Académie